# 人工合成牛胰島素與諾貝爾獎
“人工合成牛胰島素與諾貝爾獎”，是一则經网络谣言誤導的中國历史事件。此一謠言主張「人工合成結晶牛胰島素」是理應獲得諾貝爾獎的科研成果，由於政治因素未能獲獎。
此事為当时的「中國公民無人獲得諾貝爾科學獎項」提供了陰謀論素材，內容謬誤但廣為人知。

## 起源
在有案可稽的紀錄中，栾建军的《中国人谁将获得诺贝尔奖——诺贝尔奖与中国获奖之路》（中国发展出版社，2003年4月第一版）以及吴东平的《华人的诺贝尔奖》（湖北人民出版社，2004年7月第一版），是最早提及相關主張的著作。

## 主要内容
相關創作版本眾多，但內容大同小異。主旨皆在強調中華人民共和國仍未出現本土、本國籍的諾貝爾獎科學家，是本可避免的歷史遺憾，由於申報程序、評審不公等問題，最終未能獲獎。
此一主張的基礎事實，是中国科学院上海生物化学研究所曾與北京大學化學系合作，歷經六年努力，於1965年9月17日完成「人工合成結晶牛胰島素」。其後的發展，則被渲染為：
1. 四人幫成員江青主張諾貝爾獎是「資產階級的獎金」，中國不需要。
2. 中國政府與學者楊振寧曾各自向諾貝爾獎委員會兩度推薦此一成果。
3. 由於「文革」期間強調集體主義，因此中方提交了4名候選人，超過了諾貝爾獎「不授予3人以上」的規定，故中國科學家未能獲獎。

基於上述傳聞，又衍生若干「改編版本」，如網路名人袁騰飛曾聲稱：
|  | 这个结晶牛胰岛素，是咱们中国唯一一次获得诺贝尔奖的机会，结果诺贝尔奖委员会给咱们发来邀请函，让咱们往上报，你有几个人能够获奖啊，应该有几个啊，报几个啊。单项奖，至多三个，我们报了二百多人，我们把研究所扫地的，做饭的，刷厕所的全报上去了。我们是社会主义，我们只有集体主义，没有个人主义，没有工人给你扫地，做饭，刷厕所，你臭知识分子你结晶什么牛啊你，结晶耗子去吧，就报上去了。那报上去了，那你想人家能批准吗？瑞典国王跟扫地的刷厕所的握手？你侮辱的是瑞典民族！对吧！那咱这事就吹了。 |

## 主要謬誤
謠言與現實不符處甚多，如：
1. 中国大陆方面僅參與一次提名，即1979年度的諾貝爾化學獎徵選。
2. 中国大陆方面僅提名钮经义，而非4人或百餘人。
3. 純粹的胰島素合成並非重大原創，程度不足以獲獎（見#評價與影響）。

## 事實
前中國科學院研究員薛攀皋、中国科学院自然科学史研究所副所长王扬宗分別於2005年9月16日、2014年12月19日在《中國科學報》發表文章闢謠。
經过
1966年4月19日，人工合成結晶牛胰島素通過國家鑑定。但有列席者反對爭取诺贝尔奖。
1972年，學者楊振寧建議總理周恩來，將上述成果推薦予諾貝爾委員會，但周氏拒絕。
1977年6月12日至30日，學者錢三強率領中科院團隊訪問澳大利亞，該國科學家建議錢氏，將上述成果推薦予諾貝爾委員會。
1978年9月，楊振寧準備提名中國科學家角逐諾貝爾獎，並就此知會政協主席鄧小平。同一時期，中科院收到瑞典皇家科學院來信，要求中方推薦來年的諾貝爾化學獎候選人。
1978年11月3日，国家科委党组与中科院党组举行联席会议，同意上述成果申報諾貝爾獎。
1978年12月11日至13日，錢三強主持總結評選會議，徵選出4名候選人，分別是：钮经义、邹承鲁、季爱雪、汪猷。基於多方考慮，最終保留钮经义為唯一候選人。會議報告總結：
|  | 我们建议，以钮经义同志一人名义，代表我国参加人工合成胰岛素研究工作的全体人员申请诺贝尔奖金，拟由杨振宁教授和王应睐教授分别推荐。 |

結果
1979年諾貝爾化學獎分別授予赫伯特·布朗（ 美国）與格奧爾格·維蒂希（ 西德），钮经义沒有獲獎。

## 評價與影響
2006年，中國科學院院士、北京大學教授張滂在《新京報》專訪中指出，事實上從未有人因「合成胰島素」獲得諾貝爾獎。中國團隊的成果是基於弗雷德里克·桑格的原創發現而來，在現實中「人工合成」胰島素也沒有應用價值。
在很多國家與國際科學界，（許多）諾獎候選人的（多次）落選，是符合常識的正常現象，但在中國遭到泛政治化。原因在於當年為止中國本土無人獲獎，亦不存在未來的候選人。

## 王应睐的诺奖提名
根据诺贝尔奖官网的提名数据库显示：1973年，来自中国上海的化学家YL Wang（即人工合成结晶牛胰岛素工作的组织者、上海生物化学研究所所长王应睐）获得诺贝尔化学奖提名，提名者为新加坡的化学家F·H·C·Kelly，是最早以中华人民共和国公民身份获得诺贝尔奖提名的人。